# Hejnická pahorkatina
Hejnická pahorkatina je jeden ze tří geomorfologických okrsků geomorfologického celku Frýdlantská pahorkatina. Nachází se na jihovýchodě Frýdlantské pahorkatiny, při severním úpatí Jizerských hor. Pahorkatina je poměrně členitá, což způsobily značně zaříznuté údolí vodních toků. Na tvorbu povrchu měly vliv i náplavové kužely.

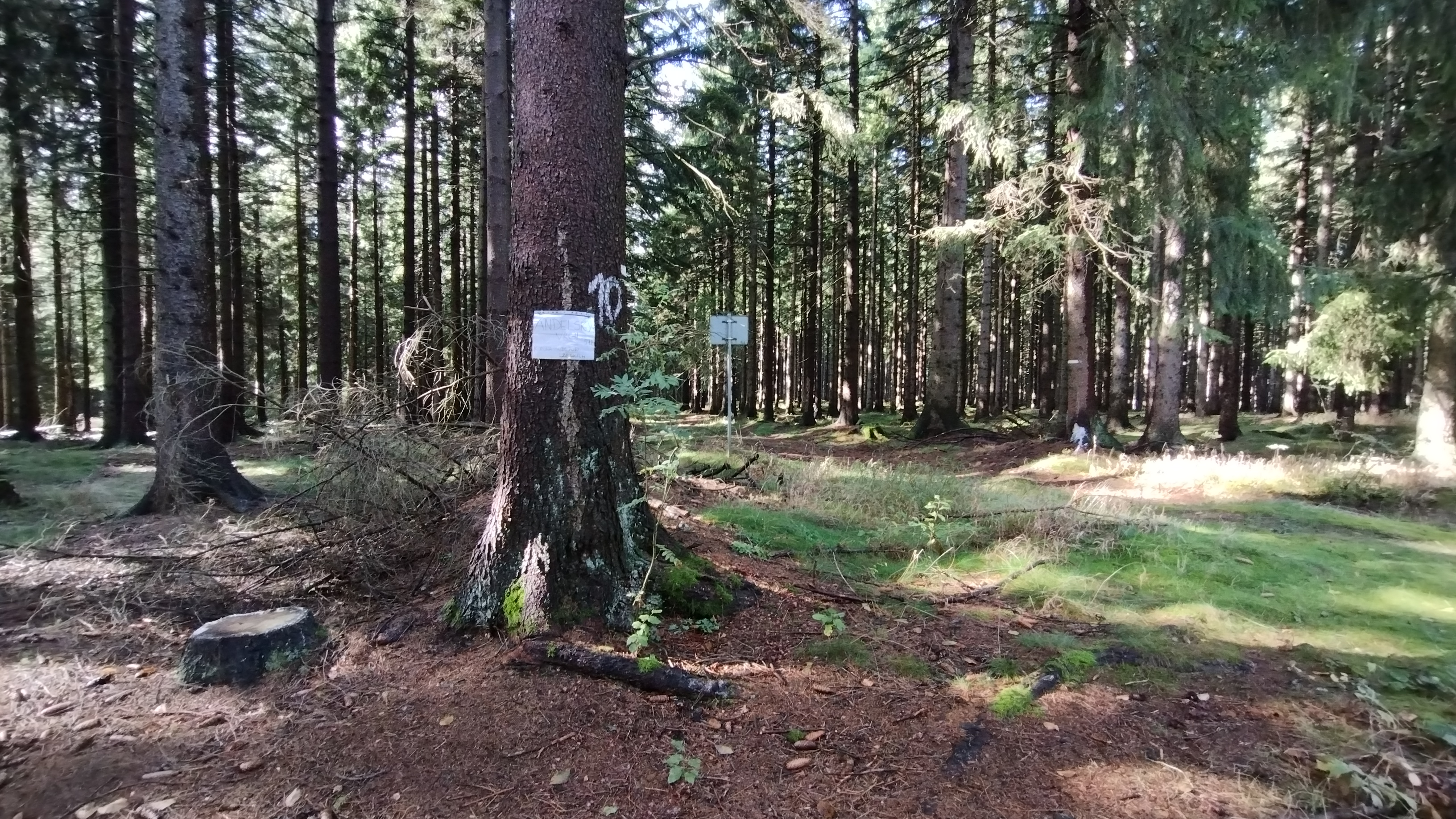
Les na Andělském vrchu, vrcholovými partiemi prochází česko-polská státní hranice

Nejvyšším místem je Andělský vrch (573 m n. m.). K dalším výrazným bodům se řadí Hřebenáč (567 m n. m.) nebo znělcový vrch Chlum (495 m n. m.).
Krajina je částečně zalesněná s převažujícími smrčinami, ale místy lze nalézt také buky, duby, břízy či modříny. Vedle toho území pahorkatiny tvoří také orná půda. Svahy a lokality u vodních toků tvoří travní porosty. Ze vzácných druhů zde roste prstnatec májový (Dactylorhiza majalis) nebo vachta trojlistá (Menyanthes trifoliata). Zahlédnout je také možné čápi černé (Ciconia nigra).
Do Hejnické pahorkatiny zasahuje svým územím přírodní park Peklo.